# Puente Túnel Louis-Hippolyte-La Fontaine
El  Puente Túnel Louis-Hippolyte-La Fontaine (en francés: Pont-Tunnel Louis-Hippolyte-La Fontaine) es una autopista puente y túnel canadiense que se encuentra sobre y debajo del río San Lorenzo. Conecta la isla de Montreal con la orilla sur del río en Longueuil, en la provincia de Quebec.

## Descripción
La construcción comenzó en 1963 y se inauguró el 11 de marzo de 1967. El nombre del túnel se le dio en honor del respetado reformista político del Bajo Canadá Louis-Hippolyte Lafontaine. El túnel de Lafontaine es una estructura de tubo sumergido, que mide 1.391 metros (4,563.6 pies) de largo. Lleva a la autopista Autoroute 25 y pasa por debajo de Île Charron (Îles de Boucherville y entrada / salida # 1 de Autoroute 25), así como el canal de navegación principal en el río San Lorenzo, inmediatamente aguas abajo del canal de San Lorenzo.